# Yoweri Museveni
Yoweri Museveni (anglès: Yoweri Kaguta Museveni Tibuhaburwa)  (Ntungamo, 15 de setembre de 1944) és un polític ugandès que ha estat President d'Uganda des del 29 de gener de 1986. No se sap amb seguretat el seu lloc ni l'any de naixement.
Museveni va participar en la guerra que va deposar Idi Amin Dada el 1979, així com en la guerra subsegüent contra Milton Obote, que va acabar amb el seu règim el 1985. Tot seguit va ser proclamat president del país. Museveni ha aconseguit una relativa estabilitat i creixement econòmic per al país, que sortia de dècades de mals governs, guerrilles i guerra civil. També es pot dir que Uganda ha estat un dels països que han aconseguit millors resultats en la lluita contra l'epidèmia de SIDA a l'Àfrica.
A mitjans i finals dels anys 1990, Museveni era lloat per Occident com a membre d'una nova generació de líders africans. Tanmateix, la seva presidència s'ha vist tacada per la invasió de territori congolès durant la Segona Guerra del Congo, que ha causat aproximadament 5,4 milions de morts des de 1998, així com per altres conflictes a la regió dels Grans Llacs d'Àfrica. Esdeveniments més recents, com ara la modificació de la Constitució per permetre la seva reelecció il·limitada en el càrrec de President, o la persecució de l'oposició democràtica, han provocat nombroses crítiques sobre el seu règim, tant a l'interior com a l'exterior.
En octubre i novembre de 2021, Uganda va ser l'objectiu d'atemptats suïcides que el president Yoweri Museveni va atribuir a les FDA provocant el desplegament a les províncies de Kivu del Nord i Ituri del Congo de les Forces de Defensa del Poble d'Uganda (UPDF) a la regió per combatre les FDA.